# 오스트레일리아 오픈 여자 단식 우승자 목록
역대 오스트레일리아 오픈 여자 단식 우승자들의 목록이다.

## 목록

### 1969년 ~ 2000년
| 연도        | 우승자                | 준우승자               | 스코어             | 비고 |
| ----------- | --------------------- | ---------------------- | ------------------ | ---- |
| 1969년      | 마거릿 코트           | 빌리 진 킹             | 6-4, 6-1           |      |
| 1970년      | 마거릿 코트           | 케리 멜빌              | 6-1, 6-3           |      |
| 1971년      | 마거릿 코트           | 이본 굴라공            | 2-6, 7-6(7-0), 7-5 |      |
| 1972년      | 버지니아 웨이드       | 이본 굴라공            | 6-4, 6-4           |      |
| 1973년      | 마거릿 코트           | 이본 굴라공            | 6-4, 7-5           |      |
| 1974년      | 이본 굴라공           | 크리스 에버트          | 7-6(7-5), 4-6. 6-0 |      |
| 1975년      | 이본 굴라공           | 마르티나 나브라틸로바  | 6-3, 6-2           |      |
| 1976년      | 이본 굴라공           | 레나타 토마노바        | 6-2, 6-2           |      |
| 1977년 1월  | 케리 멜빌             | 다이앤 프롬홀츠        | 7-5, 6-2           |      |
| 1977년 12월 | 이본 굴라공           | 헬렌 굴레이            | 6-3, 6-0           |      |
| 1978년      | 크리스 오닐           | 벳시 나겔센            | 6-3, 7-6(7-3)      |      |
| 1979년      | 바바라 조던           | 샤론 월시              | 6-3, 6-3           |      |
| 1980년      | 하나 만들리코바       | 웬디 턴불              | 6-0, 7-5           |      |
| 1981년      | 마르티나 나브라틸로바 | 크리스 에버트          | 6-7(4-7), 6-4, 7-5 |      |
| 1982년      | 크리스 에버트         | 마르티나 나브라틸로바  | 6-3, 2-6, 6-3      |      |
| 1983년      | 마르티나 나브라틸로바 | 캐시 조던              | 6-2, 7-6(7-5)      |      |
| 1984년      | 크리스 에버트         | 헬레나 수코바          | 6-7(4-7), 6-1, 6-3 |      |
| 1985년      | 마르티나 나브라틸로바 | 크리스 에버트          | 6-2, 4-6, 6-2      |      |
| 1987년      | 하나 만들리코바       | 마르티나 나브라틸로바  | 7–5, 7–6(7–1)      |      |
| 1988년      | 슈테피 그라프         | 크리스 에버트          | 6–1, 7–6(7–3)      |      |
| 1989년      | 슈테피 그라프         | 헬레나 수코바          | 6–4, 6–4           |      |
| 1990년      | 슈테피 그라프         | 메리 조 페르난데스     | 6–3, 6–4           |      |
| 1991년      | 모니카 셀레스         | 야나 노보트나          | 5–7, 6–3, 6–1      |      |
| 1992년      | 모니카 셀레스         | 슈테피 그라프          | 6–2, 6–3           |      |
| 1993년      | 모니카 셀레스         | 슈테피 그라프          | 4–6, 6–3, 6–2      |      |
| 1994년      | 슈테피 그라프         | 아란하 산체스 비카리오 | 6–0, 6–2           |      |
| 1995년      | 메리 피어스           | 아란차 산체스 비차리오 | 6–3, 6–2           |      |
| 1996년      | 모니카 셀레스         | 안케 후버              | 6–4, 6–1           |      |
| 1997년      | 마르티나 힝기스       | 메리 피어스            | 6–2, 6–2           |      |
| 1998년      | 마르티나 힝기스       | 콘치타 마르티네스      | 6–3, 6–3           |      |
| 1999년      | 마르티나 힝기스       | 아멜리 모레스모        | 6–2, 6–3           |      |
| 2000년      | 린제이 대븐포트       | 마르티나 힝기스        | 6–1, 7–5           |      |

### 2001년 이후
| 연도   | 우승자              | 준우승자          | 스코어             | 비고      |
| ------ | ------------------- | ----------------- | ------------------ | --------- |
| 2001년 | 제니프 카프리아티   | 마르티나 힝기스   | 6–4, 6–3           |           |
| 2002년 | 제니퍼 카프라이티   | 마르티나 힝기스   | 4–6, 7–6(9–7), 6–2 |           |
| 2003년 | 세리나 윌리엄스     | 비너스 윌리엄스   | 7–6(7–4), 3–6, 6–4 |           |
| 2004년 | 저스트린 에넹       | 킴 클리스터스     | 6–3, 4–6, 6–3      |           |
| 2005년 | 세레나 윌리엄스     | 린제이 대븐포트   | 2–6, 6–3, 6–0      |           |
| 2006년 | 아멜리 모레스모     | 쥐스틴 에넹       | 6–1, 2–0           | 에넹 기권 |
| 2007년 | 세레나 윌리엄스     | 마리아 샤라포바   | 6–1, 6–2           |           |
| 2008년 | 마리아 샤라포바     | 아나이 바노비치   | 7–5, 6–3           |           |
| 2009년 | 세레나 윌리엄스     | 디나라 사피나     | 6–0, 6–3           |           |
| 2010년 | 세레나 윌리엄스     | 저스트린 에넹     | 6–4, 3–6, 6–2      |           |
| 2011년 | 짐 클리스터스       | 리나              | 3–6, 6–3, 6–3      |           |
| 2012년 | 빅토리아 아자렌카   | 마리아 샤라포바   | 6–3, 6–0           |           |
| 2013년 | 빅토리아 아자렌카   | 리나              | 4–6, 6–4, 6–3      |           |
| 2014년 | 리나                | 도미니카 치불코바 | 7–6(7–3), 6–0      |           |
| 2015년 | 세레나 윌리엄스     | 마리아 샤라포바   | 6–3, 7–6(7–5)      |           |
| 2016년 | 안젤리크 케르버     | 세레나 윌리엄스   | 6–4, 3–6, 6–4      |           |
| 2017년 | 세레나 윌리엄스     | 비너스 윌리엄스   | 6–4, 6–4           |           |
| 2018년 | 캐롤라인 보즈니이키 | 시모나 할렙       | 7–6(7–2), 3–6, 6–4 |           |
| 2019년 | 오사카 나오미       | 페트라 크비토바   | 7–6(7–2), 5–7, 6–4 |           |
| 2020년 | 소피아 케닌         | 가르비녜 무구루사 | 4–6, 6–2, 6–2      |           |
| 2021년 | 오사카 나오미       | 제니퍼 브래디     | 6–4, 6–3           |           |
| 2022년 | 애슐리 바티         | 다니엘 콜린스     | 6–3, 7–6(7–2)      |           |
| 2023년 | 아리나 사발렌카     | 엘레나 리바키나   | 4–6, 6–3, 6–4      |           |
| 2024년 | 아리나 사발렌카     | 진친원            | 6–3, 6–2           |           |
| 2025년 | 매디슨 키스         | 아리나 사발렌카   | 6–3, 2–6, 7–5      |           |

## 같이 보기
- 오스트레일리아 오픈 남자 단식 우승자 목록
- 프랑스 오픈 여자 단식 역대 우승자
- 역대 윔블던 여자 단식 우승자 목록
- US 오픈 여자 단식 역대 우승자